# Xi Aihua
Xi Aihua (Shouguang, 27 januari 1982) is een voormalig Chinees roeister. Xi was onderdeel van de Chinese dubbel-vier die in 2008 olympisch goud won.

## Resultaten
- Wereldkampioenschappen roeien 2003 in Milaan 11e in de dubbel-vier
- Wereldkampioenschappen roeien 2006 in Eton 4e in de dubbel-vier
- Wereldkampioenschappen roeien 2007 in München  in de dubbel-vier
- Olympische Zomerspelen 2008 in Peking  in de dubbel-vier

1988: Kerstin Förster & Kristina Mundt & Beate Schramm & Jana Sorgers ·
1992: Sybille Schmidt  &  Birgit Peter  & Kerstin Müller & Kristina Mundt·
1996: Katrin Rutschow & Jana Sorgers & Kerstin Köppen & Kathrin Boron·
2000: Manja Kowalski & Meike Evers & Manuela Lutze  & Kerstin Kowalski ·
2004: Kathrin Boron & Meike Evers & Manuela Lutze & Kerstin Kowalski ·
2008: Tang Bin & Xi Aihua & Jin Ziwei & Zhang Yangyang ·
2012: Kateryna Tarasenko & Natalija Dovhodko & Anastasija Kozjenkova & Jana Dementjeva·
2016: Annekatrin Thiele, Carina Bär, Julia Lier, Lisa Schmidla ·
2020: Chen Yunxia & Zhang Ling & Lü Yang & Cui Xiaotong ·
2024: Lauren Henry & Hannah Scott & Lola Anderson & Georgina Brayshaw